# Svatý Jiří
Svatý Jiří (en allemand : Sankt Georg) est une commune du district d'Ústí nad Orlicí, dans la région de Pardubice, en Tchéquie. Sa population s'élevait à 292 habitants en 2024.

## Géographie
Svatý Jiří se trouve à 5 km au sud-est de Choceň, à 10 km à l'est d'Ústí nad Orlicí, à 36 km à l'est-sud-est de Pardubice et à 132 km à l'est de Prague.
La commune est limitée par Zářecká Lhota au nord, par Oucmanice au nord-est, par Jehnědí à l'est, par Voděrady et Vračovice-Orlov au sud, et par Zálší et Kosořín à l'ouest.

## Histoire
La première mention écrite de la localité date de 1199.

## Administration
La commune se compose de trois sections :
- Svatý Jiří
- Loučky
- Sítiny

## Galerie

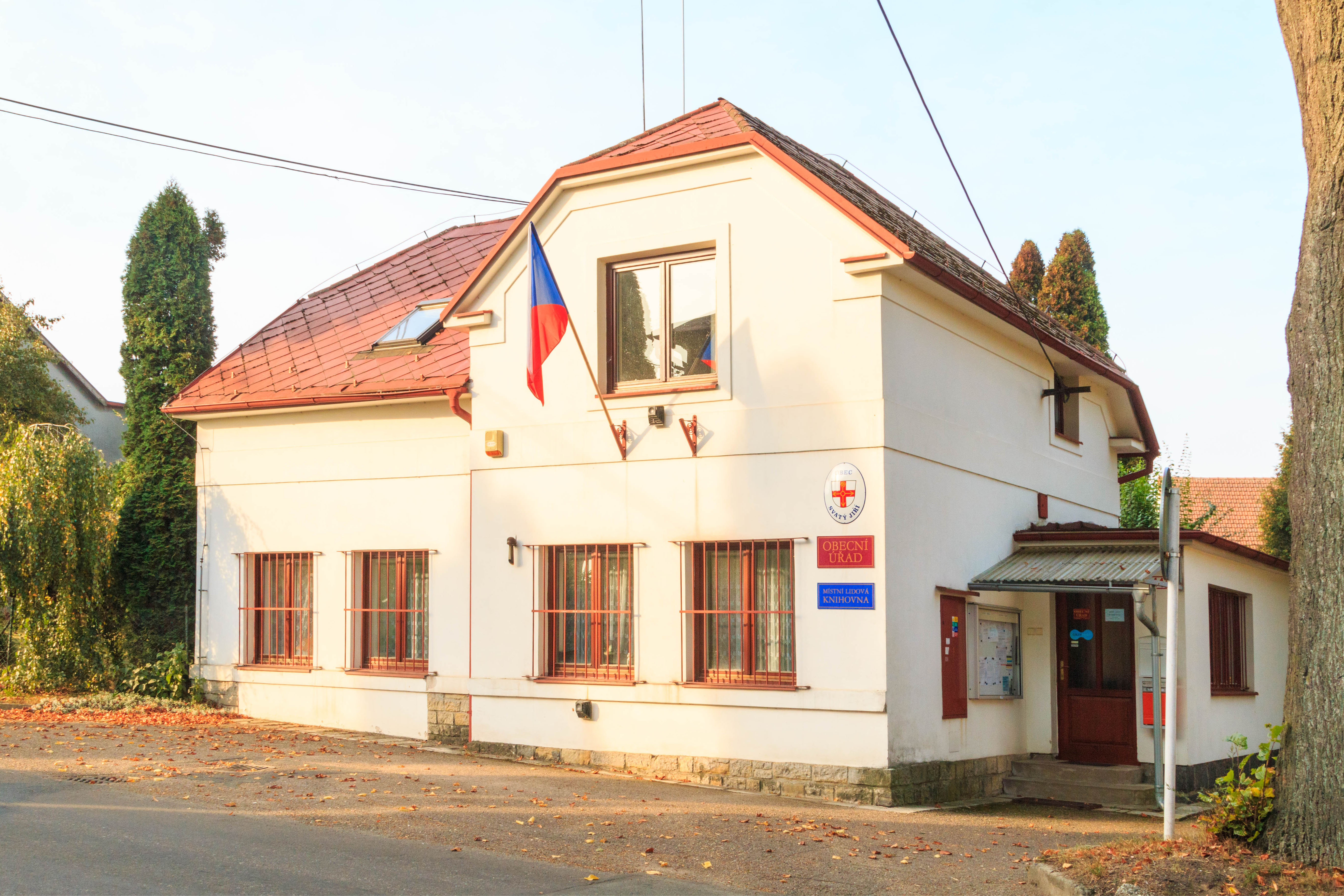
Svatý Jiří : la mairie.
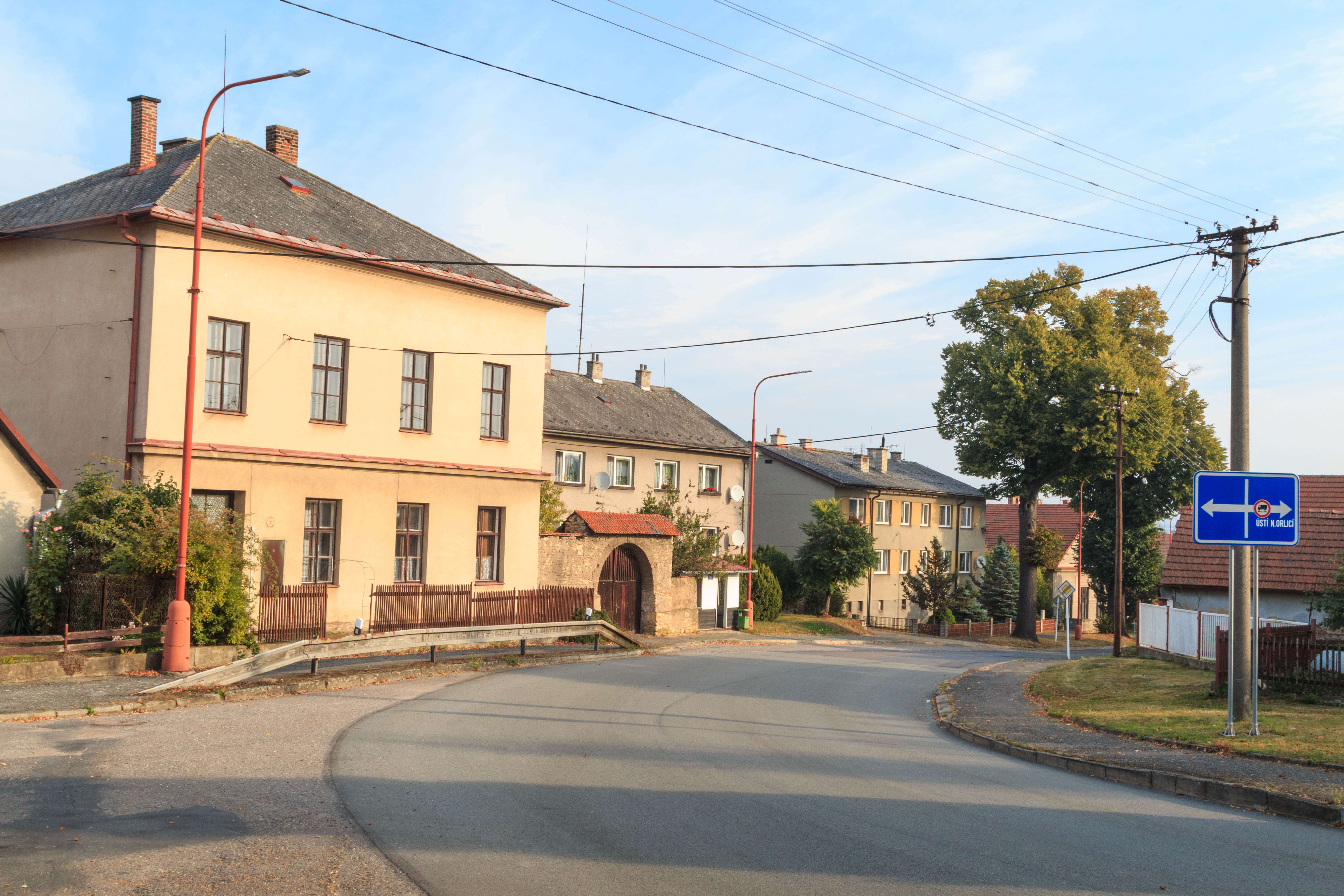
Rue de Svatý Jiří.

## Transports
Par la route, Svatý Jiří trouve à 6 km de Choceň, à 12 km d'Ústí nad Orlicí, à 43 km de Pardubice et à 156 km de Prague. 